# Gián điệp
Gián điệp (hay điệp viên, điệp báo viên, nhân viên tình báo) là từ người làm nhiệm vụ thu thập các tin tức một cách bí mật của đối phương. Từ gián điệp cũng được dùng để chỉ hoạt động thu thập tin tức của người hoạt động gián điệp, tình báo.